# قوقع أصفر
قَوْقَع أصفر أو الشانتريل[بحاجة لمصدر] (الاسم العلمي: Cantharellus cibarius) من أشهر الأنواع المعروفة من جنس القوقع، إن لم يكن الأشهر في فصيلة الكويزية جميعها. ولونه برتقالي أو أصفر، وهو فطر لحمي قمعي أو كوزي الشكل. يحتوي الفطر على نتوءات خيشومية الشكل في سطحه السفلي تُسمى الغشي أو الصرائق، أسفل قمته الناعمة، وتمتد هذه النتوءات تقريبًا إلى الأسفل بامتداد سويقته، وتتناقص بسلاسة بدءًا من قمته. ورائحته تميل إلى رائحة الفاكهة، كرائحة المشمش، وله طعم كطعم الفلفل المعتدل (ومن هنا جاء اسمه الألماني Pfifferling)، ويعتبر أحد أفضل أنواع الفطريات الصالحة للأكل.

## توزيعه
ينتشر القوقع الأصفر في الأجزاء الشمالية من أوروبا وشمال أمريكا، بما في ذلك المكسيك، وفي آسيا بما في ذلك جبال الهيمالايا، وفي إفريقيا في زامبيا. يميل القوقع الأصفر إلى النمو في مجموعات بغابات الصنوبر المليئة بالطحالب، ولكنها كذلك توجد في الغابات البتولية الجبلية وبين الحشائش والأعشاب منخفضة النمو. ويوجد القوقع الأصفر الذهبي، في أوروبا الوسطى، في غابات الزان، مع العديد من الأنواع والأشكال الأخرى.

## الكيمياء الحيوية

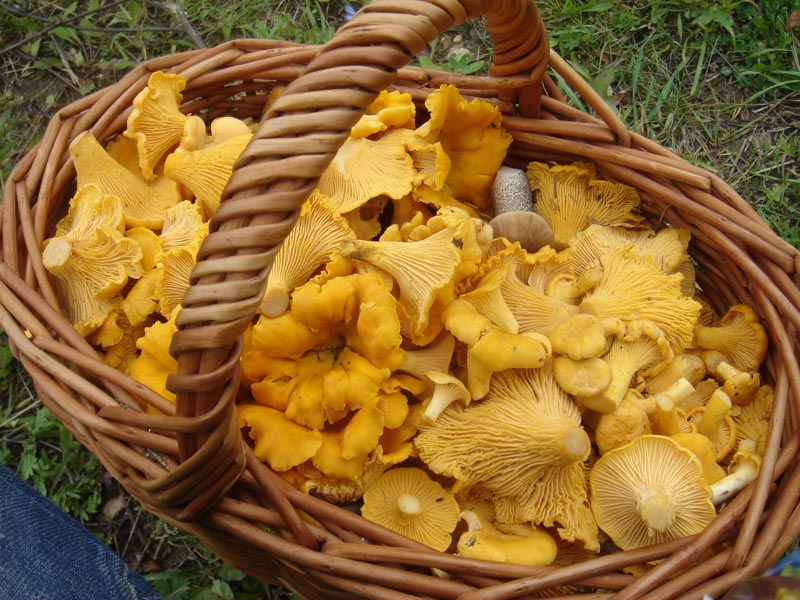
سلة من القوقع الأصفر المقتطفة حديثًا

يُعد القوقع الأصفر غني بـ فيتامين سي (وزنه عندما يكون طازجًا يكون 0.4 مجم/جم)، كما يتميز باحتوائه على نسبة عالية من البوتاسيوم (حوالي 0.5% من وزنه حينما يكون جافًا)، ويعد أحد أكثر المصادر غنًى بـ فيتامين د، المعروف، مع إرغوكالسيفيرول (فيتامين د2) بما يصل إلى 2500 IU في كل 100 جرام عندما يكون طازجًا. وقد قدم البحث العلمي رأيًا يقول باحتمالية تميُّز القوقع الأصفر بخصائص مبيدة للحشرات غير ذات تأثير ضار على البشر، لكنها تحمي جسم الفطر من الحشرات والكائنات الضارة المحتملة الأخرى.

## الاستخدام في المطبخ

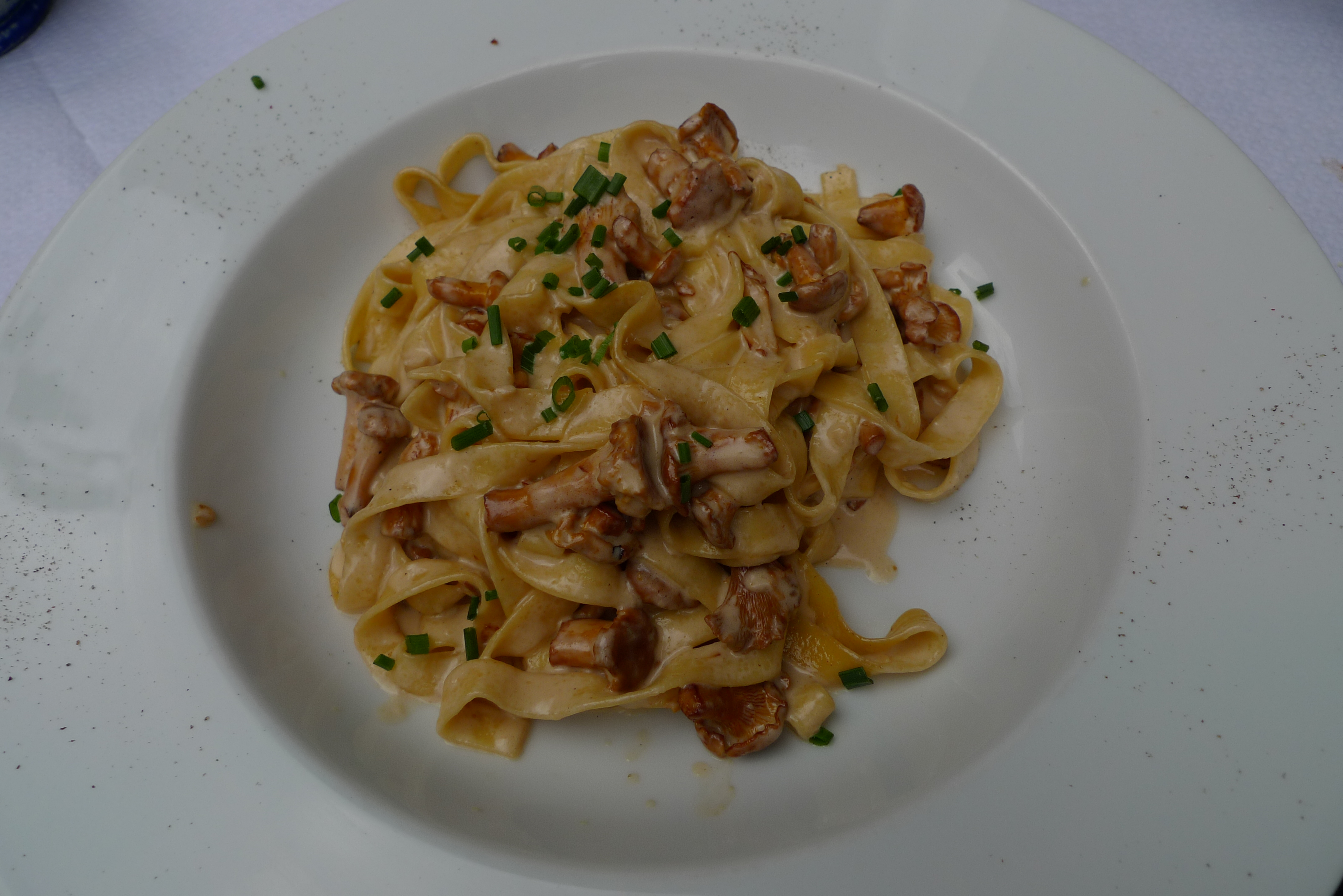
تالياتيلي التي يتم إعدادها باستخدام القوقع الأصفر

مع أن تاريخ السجلات التي تسرد تاريخ تناول القوقع الأصفر طعامًا يرجع إلى القرن السادس عشر، إلا أنه لم يحظَ باعتراف واسع كوجبة شهية إلا مع تزايد تأثير المطبخ الفرنسي في القرن الثامن عشر، حيث بدأ في الظهور في مطابخ القصور. وظل الفطر لسنواتٍ طويلة من أشهر ما يُقدّم على طاولات النبلاء. ويُشاع اليوم استخدام القوقع الأصفر في المطبخ في أوروبا وأمريكا الشمالية. وفي عام 1836، اعتبر اختصاصي الفطريات السويدي إلياس فريز القوقع الأصفر «أحد أهم وأفضل الفطريات الصالحة للأكل.»
ويوصف القوقع الأصفر بأنه غني بالطعم الرائع، إذ إن له طعم مميز ورائحة مختلفة تميزه عن غيره. بعض الأنواع لها رائحة الفاكهة، بينما تميل رائحة البعض الآخر إلى رائحة الخشب، والأرض، وبعض الأنواع الأخرى تعتبر حريفة في مذاقها. وربما يكون القوقع الأصفر أكثر الفطريات اللذيذة التي يسعى إليها الجميع، ويضعه أكثر الطهاة ضمن القائمة القصيرة نفسها التي تتضمن الفطريات الشهية. فلذا يميل سعره إلى الارتفاع في المطاعم العادية والمطاعم المتخصصة كذلك.
وهناك العديد من طرق طهي القوقع الأصفر. وتتميز أغلب المكونات الشهية التي يحتوي عليها القوقع الأصفر بقابليتها لامتصاص الدهون، الأمر الذي يجعله أنسب الفطريات للقلي في الزبدة أو الزيت أو الكريمة. ويحتوي على كميات قليلة من الماء والمواد الممتصة للدهون، والتي تجعل الفطريات أفضل ما يقدم مع الوصفات التي تحتوي على الخمر أو أي كحوليات طهي أخرى. وتتضمن أشهر طرق طهي القوقع الأصفر العديدة: القلي، والتخمير، وصناعة كريمات وصلصات وشوربات منه. وعادةً لا يؤكل نيئًا، إذ لا يمكن الاستمتاع بمذاقه الشهي إلا عند طهيه.
ويعتبر تجفيف القوقع الأصفر أمرًا جيدًا للغاية، إذ يميل إلى الاحتفاظ برائحته وتماسك قوامه جيدًا. وجديرٌ بالذكر أن بعض الطهاة يعترفون بأن القوقع الأصفر المُعاد تشكيله، في الحقيقة، أفضل من الطازج من حيث المذاق، بالرغم من فقدان جزء من نسيجه، ولكن ما يكتسبه من مذاق يسهّل من عملية مضغه بعد الاحتفاظ به جافًا. كما يمكن سحق القوقع الأصفر المجفف وتحويله إلى طحين، ومن ثم استخدامه في البهارات التي تضاف إلى الشوربات أو الصلصات المختلفة. كما يمكن تجميد القوقع الأصفر، مع أن مذاق القوقع الأصفر المجمدة لفترة طويلة يترك مرارة خفيفة عند ذوبانها.

## الأنواع المشابهة
يتشابه مظهر القوقع الأصفر الكاذب (هيجروفوروبسيس أورانتياكا) مع القوقع الأصفر، ويمكن الخلط بينه وبين القوقع الأصفر. وتتضمن عوامل التمييز: اللون (لون القوقع الأصفر الحقيقي هو لون صفار البيض المنتظم، بينما يميل الفطر الكاذب إلى درجته البرتقالية وتدرجاتها، ويكون منتصفه أغمق)، فضلاً عن الخياشيم الملتصقة بالجذع (يحتوي القوقع الأصفر الحقيقي على نتوءات أو تجاعيد، قد تكون عميقة قليلاً، لكنها ليست خياشيم حقيقية). وقد كان يُظَن فيما سبق أن القوقع الأصفر الكاذب خطير، غير أن من المعروف عنه الآن أنه صالح للأكل، غير أن مذاقه ليس شهيًا، وقد ينتج عن تناوله الإصابة بعسر معتدل في الهضم. وقد عُرّفت الأنواع السامة من هذا الجنس، مثل المسررة (فطر جاك أو لانتيرن) على أنها القوقع الأصفر عن طريق الخطأ، ولكن عادةً ما يميزها الخياشيم غير المفترقة الكبيرة وقلبه الداخلي ذو اللون الأصفر البرتقالي (اللون الأصفر البرتقالي لتشانتريلي يقتصر على سطحه فحسب، وداخله أبيض اللون.) لا تنتمي المسررّة بدرجة قريبة لالقوقع الأصفر. وقد تبدو أنواعًا أخرى من جنسي كانثاريلاس، وكراتيريلاس مشابهة للشانتيريل الذهبي.